# Nobuko Otowa
Nobuko Otowa (乙羽 信子 Otowa Nobuko?, n. 1 octombrie 1924, Yonago, Japonia – d. 22 decembrie 1994, Tokyo⁠(d), Tōkyō, Japonia) a fost o actriță de film japoneză, cunoscută pentru colaborarea cu cineastul Kaneto Shindō.

## Biografie
S-a născut în 1924. A renunțat la cariera de actriță de studio pentru a apărea în filmul Aisai Monogatari (1951) și a devenit amanta regizorului Kaneto Shindō. Ulterior, în 1977, s-a căsătorit cu el, după ce soția lui anterioară a divorțat de el și apoi a murit.
A apărut în 150 de filme între 1950 și 1995. A murit în 1994. A primit postum Premiul Academiei Japoneze de Film pentru cea mai bună actriță într-un rol secundar pentru interpretarea ei din filmul The Evening Testament, după ce fusese diagnosticată în timpul filmărilor cu cancer de ficat în fază terminală. Jumătate din cenușa ei a fost împrăștiată pe insula Sukune din Mihara, Hiroshima, unde fusese filmat Insula (1960).

## Filmografie selectivă

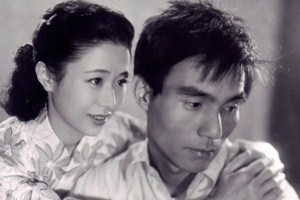
Cu Jukichi Uno în Histoire d'une épouse bien-aimée (1951)

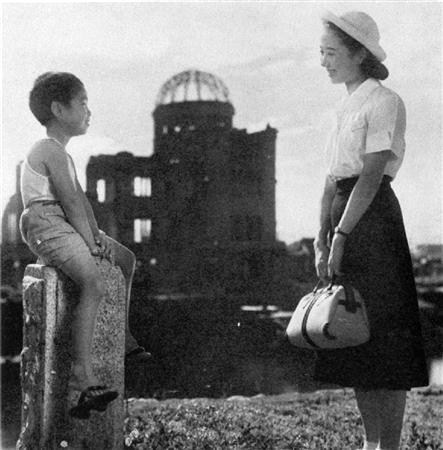
În Copiii din Hiroshima (1952)

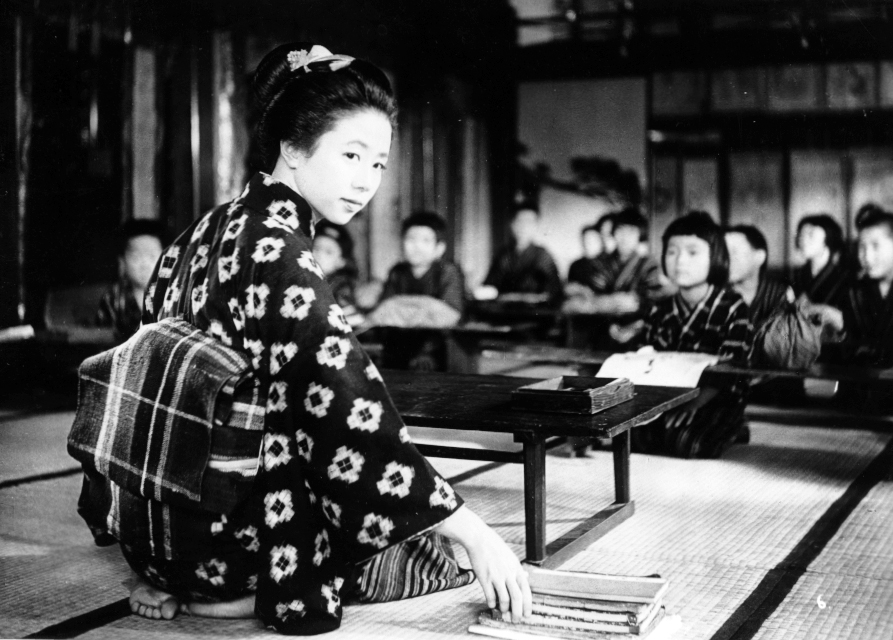
În Înainte de zori (1953)

- 1951: Miss Oyu (お遊さま Oyū-sama?), regizat de Kenji Mizoguchi - Shizu
- 1951: Histoire d'une épouse bien-aimée (愛妻物語 Aisai monogatari?), regizat de Kaneto Shindō - Takako Ishikawa
- 1951: Le Roman de Genji (源氏物語 Genji monogatari?), regizat de Kōzaburō Yoshimura - Murasaki no ue
- 1952: Les Enfants d'Hiroshima (原爆の子 Genbaku no ko?), regizat de Kaneto Shindō - Takako Ishikawa
- 1953: Epitome (縮図 Shukuzu?), regizat de Kaneto Shindō - Ginko
- 1953: Désirs (慾望 Yokubo?), regizat de Kōzaburō Yoshimura - Shizue Kitami
- 1953: Avant l'aube (夜明け前 Yoake mae?), regizat de Kōzaburō Yoshimura - fata lui Hanzo
- 1953: La Vie d'une femme (女の一生 Onna no issho?), regizat de Kaneto Shindō - Fujiko Shirakawa
- 1954: Une auberge à Osaka (大阪の宿 Osaka no yado?), regizat de Heinosuke Gosho - gheișa Uwabami
- 1958: La tristesse est aux femmes (悲しみは女だけに Kanashimi wa onna dakeni?), regizat de Kaneto Shindō - Taka
- 1959: La Meilleure Fiancée du monde (花嫁さんは世界一 Hanayome-san wa sekai-ichi?), regizat de Kaneto Shindō
- 1960: Insula (裸の島 Hadaka no shima?), regizat de Kaneto Shindō - Toyo, mama
- 1960: À l'approche de l'automne (秋立ちぬ Aki tachinu?), regizat de Mikio Naruse - Shigeko Fukatani
- 1960: Histoire singulière à l'est du fleuve (東綺譚 Bokuto kitan?), regizat de Shirō Toyoda - Kyōko Yamai
- 1961 : Un amour éternel (永遠の人 Eien no hito?) de Keisuke Kinoshita - Tomoko, soția lui Takashi
- 1961: La Dernière Guerre de l'Apocalypse (世界大戦争 Sekai daisensō?), regizat de Shuei Matsubayashi
- 1964: Onibaba (鬼婆?), regizat de Kaneto Shindō - femeia
- 1964: Le Parfum de l'encens (香華 Koge?), regizat de Keisuke Kinoshita - Ikuyo
- 1966: L'Instinct (本能 Honnō?), regizat de Kaneto Shindō - servitoarea
- 1968: Opération négligée (強虫女と弱虫男 Tsuyomushi onna to yowamushi otoko?), regizat de Kaneto Shindō - Fumiko
- 1968: The Black Cat (藪の中の黒猫 Yabu no naka no kuroneko?), regizat de Kaneto Shindō - mama
- 1969: Akage (赤毛?), regizat de Kihachi Okamoto - Oharu
- 1971: La Cérémonie (儀式 Gishiki?), regizat de Nagisa Ōshima - Shizu Sakurada
- 1975: Kenji Mizoguchi ou la vie d'un artiste (ある映画監督の生涯 溝口健二の記録 Aru eiga-kantoku no shōgai Mizoguchi Kenji no kiroku?), regizat de Kaneto Shindō (documentar) - ea-însăși
- 1979: Strangulation (絞殺 Kōsatsu?), regizat de Kaneto Shindō - Ryoko Kariba
- 1992: Histoire singulière à l’est du fleuve (濹東綺譚 Bokutō kidan?), regizat de Kaneto Shindō - Masa
- 1995: Le Testament du soir (午後の遺言状 Gogo no Yuigon-jo?), regizat de Kaneto Shindō - Toyoko Yanagawa

## Seriale de televiziune
- Taikōki (1965) - Oetsu
- Oshin (1983-1984) - Oshin

## Premii și distincții
- 1953: Premiul Panglica Albastră pentru cea mai bună actriță pentru interpretările ei din Epitome, Désirs și La Vie d'une femme[11]
- 1966: Premiul Panglica Albastră pentru cea mai bună actriță în rol secundar pentru interpretarea ei din L'Instinct[12]
- 1968: Premiul Mainichi pentru cea mai bună actriță pentru interpretările ei din Opération négligée și The Black Cat[13]
- 1979: Premiul Pasinetti pentru cea mai bună actriță la Festivalul Internațional de Film de la Veneția pentru interpretarea ei din Strangulation
- 1989: Medalia de Onoare cu panglică purpurie
- 1993: Premiul Mainichi pentru cea mai bună actriță în rol secundar pentru interpretarea ei din Histoire singulière à l'est du fleuve
- 1996: Premiul Academiei Japoneze de Film pentru cea mai bună actriță în rol secundar pentru interpretarea ei din Le Testament du soir
- 1996: Premiul Kinema Junpo pentru cea mai bună actriță în rol secundar pentru interpretarea ei din A Last Note
- 1996: Premiul special Mainichi pentru întreaga carieră

## Legături externe
- Nobuko Otowa la Internet Movie Database